# Cetshwayo
Cetshwayo KaMpande (ca. 1826 – 8. februar 1884) var konge over Zululand fra 1872 til 1879 og zuluernes leder under Zulukrigen. Andre skrivemåder af hans navn er Cetawayo, Cetewayo, Cetywajo og Ketchwayo.
Cetshwayo var søn af zulukongen Mpande, der var halvbroder til kong Shaka. I 1856 besejrede og dræbte han sin yngre broder Mbuyazi, der var kong Mpandes favorit. Dermed blev han den reelle leder af Zulu-stammen, men kunne ikke bestige tronen, mens hans fader stadig levede.
En anden broder Umtonga var stadig rival til tronen. Derfor flygtede han i 1861 til Boernes side af grænsen, og Cetshwayo måtte indgå en handel med dem for at få ham udleveret. I 1865 flygtede Umtonga igen, og Cetshwayo frygtede at Umtonga ville vende tilbage og tage tronen fra ham.
Da Mpande døde i 1873 blev Cetshwayo konge den 1. september. Som det var sædvane oprettede han en ny hovedstad for Zululand, som han kaldte for Ulundi (Det Høje Sted). Han udvidede zuluhæren og udstyrede nogle af sine regimenter med musketter. Han bortviste europæiske missionærer fra Zululand og stod muligvis bag andre afrikanske folks oprør mod boerne i Transvaal.
I 1878 krævede den britiske leder af Sydafrika, Henry Bartle Frere, bod for grænseoverskridelser. Frere krævede, at zuluerne skulle opløse deres hær. Cetshwayo nægtede, og det førte til Zulukrigen i 1879. Ceshwayo besejrede en større britisk styrke i slaget ved Isandlwana, men snart begyndte briterne at vinde, og Ulundi blev indtaget og stukket i brand 4. juli 1879. Cetshwayo blev taget til fange og sendt til London. Han fik først lov at vende tilbage i 1883. Briterne sendte ham tilbage til Zululand for at lægge en dæmper på en borgerkrig, der var startet som følge af det magttomrum, der opstod med nederlaget. Det mislykkedes dog, og Cetshwayo måtte flygte til Eshowe, hvor han døde et par måneder senere, i februar 1884. Cetshwayo var den sidste konge over et selvstændigt Zululand.